# Lucky Kid (Comic)
Lucky Kid (Originaltitel: französisch L’apprenti cow-boy) ist ein Band der Comicserie Lucky Kid, der Kindheitsabenteuer von Lucky Luke. Das Album wurde von Achdé gezeichnet und getextet.
Der Band beschreibt in einzelnen Episoden Lucky Lukes früheste Abenteuer als Findelkind und später als Schuljungen.

## Inhalt
Nach einem Überfall auf einen Planwagen findet der zufällig vorbeikommende Cowboy Sam ein schreiendes Baby in den zurückgelassenen Trümmern. Er gibt das Baby beim Sheriff ab und gemeinsam überlegen sie das weitere Vorgehen. Von dem ständigen Geschrei des Jungen angezogen sucht Tante Martha den Sheriff auf. Sie fühlt sich für den Jungen verantwortlich und kümmert sich ab jetzt um ihn. Da er immer Glück zu haben scheint, nennen sie ihn „Lucky“ sowie „Luke“ nach dem heiligen Lukas. Irgendwann trifft er auf ein Fohlen, den er als seinen Gefährten ansieht: Jolly Jumper. Jene Geschichte wird in Am Fluss der rosa Biber erzählt. 
In weiteren kurzen Episoden begleitet man Lucky Kid mit seinen Freunden Lisette, Dopey, kleiner Kaktus, Joannie und Paquito. Er lernt, perfekt mit der Steinschleuder zu zielen und kann seinem Widersacher Billy Bad widerstehen. Man begleitet die Kinder im Wald, in der Schule, beim Arbeiten und beim Spielen.

## Veröffentlichung
Der Band erschien 2011 in Frankreich als erster Band der Kid-Lucky-Serie (In den 1990er Jahren wurden bereits zwei Alben mit Lucky-Luke-Kinderabenteuern veröffentlicht). In Deutschland erschien er erstmals 2012 als 89. Band der Lucky-Luke-Reihe bei Egmont Ehapa Media.

## Besonderheiten
Das Cover des Bandes ist eine Reminiszenz an ein frühes Lucky Luke-Cover von Morris, das des 1956 erschienenen Bandes Lucky Luke gegen Phil Steel, dt. #83.